# 約翰·雲特舒捷普
約翰·雲特舒捷普（John van 't Schip，1963年12月30日—），前荷蘭足球運動員，司職翼鋒，退役後成為足球教練。他曾為荷蘭贏得 1988年歐洲足球錦標賽。2013年至2017年擔任澳大利亞職業足球聯賽墨爾本城足球俱樂部主教練。。

## 榮譽
阿積士
- 荷蘭足球甲級聯賽: 1981–82（英语：1981–82 Eredivisie）, 1982–83（英语：1982–83 Eredivisie）, 1984–85（英语：1984–85 Eredivisie）, 1989–90（英语：1989–90 Eredivisie）
- 荷蘭盃: 1982–83（英语：1982–83 KNVB Cup）, 1985–86（英语：1985–86 KNVB Cup）, 1986–87（英语：1986–87 KNVB Cup）
- 歐洲杯賽冠軍杯: 1986–87（英语：1987 European Cup Winners' Cup Final）
- 歐足聯歐洲聯賽: 1991–92（英语：1992 UEFA Cup Final）

熱那亞
- 英義盃: 1995–96（英语：1995–96 Anglo-Italian Cup）

荷蘭
- 歐洲足球錦標賽: 1988年歐洲足球錦標賽